# Los Viñedos Residencial
Los Viñedos Residencial är en ort i Mexiko.   Den ligger i kommunen Tequisquiapan och delstaten Querétaro Arteaga, i den centrala delen av landet, 150 km nordväst om huvudstaden Mexico City. Los Viñedos Residencial ligger 1 918 meter över havet och antalet invånare är 122.
Terrängen runt Los Viñedos Residencial är platt åt nordost, men åt sydväst är den kuperad. Runt Los Viñedos Residencial är det ganska tätbefolkat, med 129 invånare per kvadratkilometer. Närmaste större samhälle är Tequisquiapan, 6,3 km sydost om Los Viñedos Residencial. Omgivningarna runt Los Viñedos Residencial är en mosaik av jordbruksmark och naturlig växtlighet.